# Newark and Sherwood
Newark and Sherwood – dystrykt w hrabstwie Nottinghamshire w Anglii. W 2011 roku dystrykt liczył 114 817 mieszkańców.

## Miasta
- Newark-on-Trent
- Ollerton
- Southwell

## Inne miejscowości
Alverton, Averham, Balderton, Barnby in the Willows, Bathley, Besthorpe, Bilsthorpe, Bleasby, Blidworth, Brinkley, Brough, Bulcote, Carlton-on-Trent, Caunton, Caythorpe, Clipstone, Coddington, Collingham, Cromwell, Eakring, East Stoke, Edingley, Edwinstowe, Egmanton, Farnsfield, Fernwood, Girton, Goverton, Grassthorpe, Gunthorpe, Halam, Halloughton, Harby, Hawton, Holme, Kelham, Kirklington, Kirton, Kneesall, Laxton, Lowdham, Maplebeck, Morton, North Clifton, Ompton, Perlethorpe, Rainworth, South Clifton, Sutton on Trent, Thorpe, Thurgarton, Upton, Walesby, Wellow, Weston, Wigsley, Winkburn, Winthorpe.